# Медерит

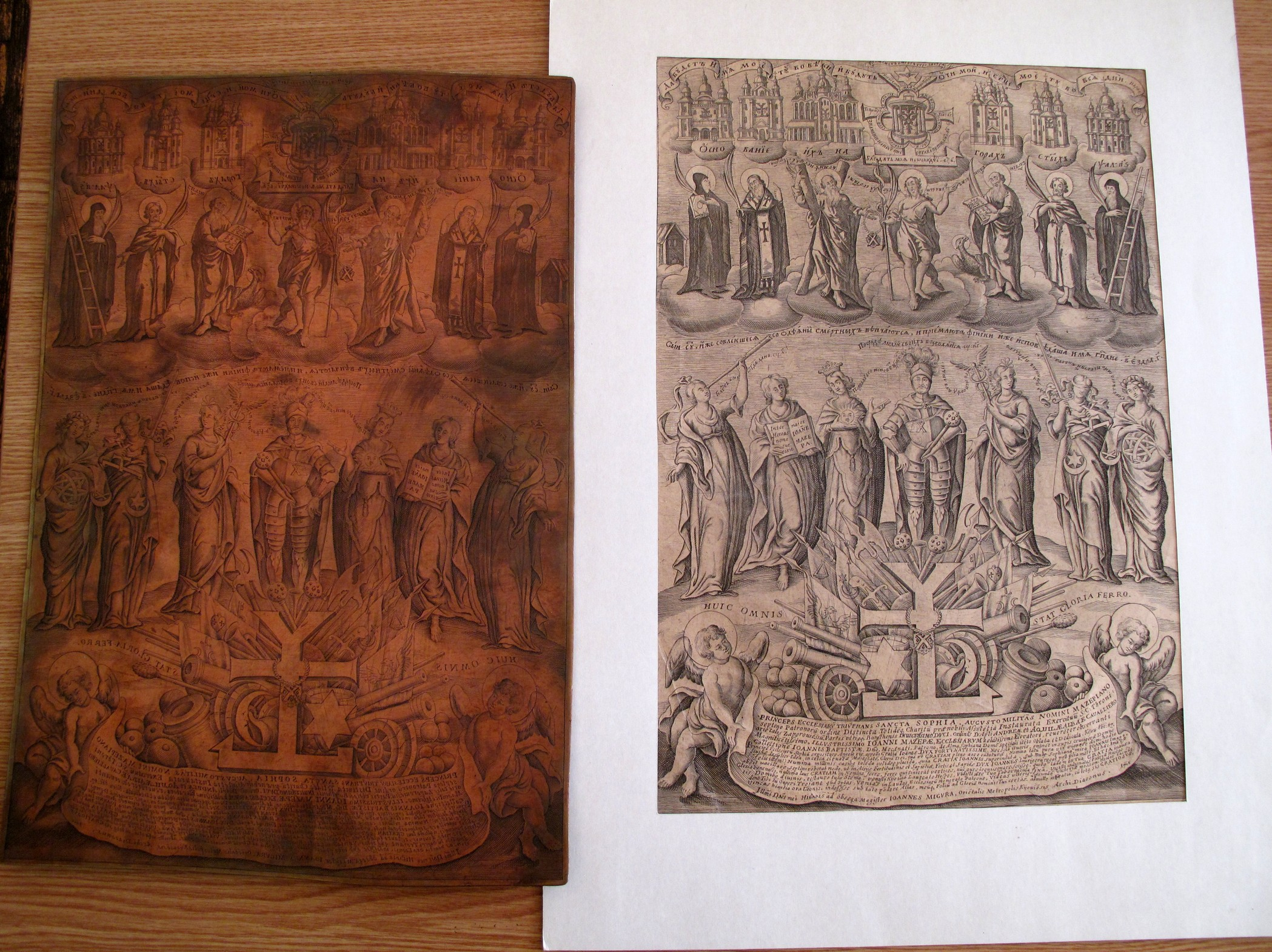
Медная доска и отпечаток с неё

Медерит ― гравюра на меди, распространённая в Беларуси и отчасти на Украине в XVII—XVIII вв. Выполнялась с помощью травления металла азотной кислотой.

## Медерит в картографии и книгоиздательстве
Первые медериты на белорусские темы заказывались за границей: Карта Полоцкой земли, План Полоцка (Рим, 1579), Карта Беларуси и Литвы (Амстердам, 1613).
В белорусском искусстве медерит использовался в оформлении книг, напечатанных кириллицей, уже в XVI в. ― например, обложка Статута Великого княжества Литовского (Вильно, 1588). Позднее к медериту обратился Т. Маковский («Панегирик братьев Скарульских», Несвиж, 1604, и др.). Медерит использовал гравёр Леонтий Тарасевич в работе над томом «Служебник, или Литургикон» (Вильно-Супрасль, 1692—1695).
Медериты создавали братья Тарасевичи, Иннокентий Щирский, М. Симкевич, а также западные мастера, работавшие в Беларуси: К. Гётке, А. ван Вестерфельт, П. Энгельхарт.
В технике медерита исполнялись панегирические гравюры, иллюстрации (к «Монархии Турецкой…», Слуцк, 1678; к «Акафистам и канонам», Могилёв, 1693; к «Розариуму…», Аугсбург,1672, А. Тарасевич), городские пейзажи (виды Полоцка, Могилёва, Гродно, Несвижа), народные лубки, экслибрисы.